# Ömər Eldarov
Ömər Həsən oğlu Eldarov (Derbent, 21 dicembre 1927) è uno scultore azero. È stato insignito di numerosi riconoscimenti: Lavoratore d'Arte Onorato dell'Azerbaigian (1961), Pittore del Popolo dell'Azerbaigian (1982), membro dell'Accademia russa di belle arti (1988), membro dell'Accademia Nazionale delle scienze dell'Azerbaigian (2001) e presidente dell'Accademia statale di Belle Arti dell'Azerbaigian (2001).

## Biografia
Eldarov nacque in Daghestan nel 1927. Dal 1942 al 1945, studiò alla Scuola d'Arte statale dell'Azerbaigian intitolata ad Azim Azimzade. Nel 1951, si diplomò all'Istituto di Pittura, Scultura e Architettura intitolata a Il'ja Efimovič Repin. Fu allievo di importanti artisti come A.T.Matveyev, M.A.Kerzin e V.B.Pinchuk.
Nel 1980, fu premiato col Premio di Stato dell'Unione Sovietica per il monumento a Sadriddin Ayni a Dušanbe. Fu, inoltre, premiato con il Premio di Stato della RSS Azera per il monumento a Prokofy Dzhaparidze a Baku (1980). Altri suoi importanti lavori sono stati il monumento a Fuzûlî in Baku (1962, con lo scultore Tokay Mammadov), che gli valse la medaglia d'argento dell'Accademia Imperiale di belle arti; il monumento a Natavan in Baku (1960, con gli architetti E.Ismayilov e F.Leontyev); il ritratto del compositore Niyazi (1984); "testa di lavoratore ridente" (1984); "Mahatma Gandhi" (1987); "Avicenna" (1980); "Rabindranath Tagore" (1987).
Tra le sue opere più recenti troviamo il ritratto di Sattar Bahlulzade, il busto di Müslüm Maqomayev, il monumento a Hüsejn Cavid (1993), il monumento a Məhəmməd Rəsulzadə (1995), Azim Azimzade (2002), il bassorilievo a Rəşid Behbudov (2002), il busto di Nizami Ganjavi a Čeboksary (2004), le lapidi di Zarifa Aliyeva, Heydər Əliyev, Sikh-Ali Gurbanov, Tofiq Quliyev a Baku, la lapide e il bassorilievo di Üzeyir Hacıbəyov a Vienna (2005) e il monumento a İhsan Doğramacı ad Ankara (2003).
Ömər Eldarov fu insignito con la medaglia d'oro per il contributo e lo sviluppo delle arti visive in Azerbaigian in occasione delle solenni cerimonie per il 65º anniversario dell'Unione degli Artisti dell'Azerbaigian. Nel 2007, fu premiato con la medaglia commemorativa "Per meriti all'Accademia in onore del 250º anniversario", in occasione del 250º anniversario dell'Accademia Imperiale di Belle Arti.
Dal 1995 al 2000, fu parlamentare nell'Assemblea nazionale. Sposato, ha tre figli: la critica d'arte Lala Eldarova, la pittrice Kamilla Eldarova e lo scultore Muslim Eldarov.